# Heritage Foundation
The Heritage Foundation est un laboratoire d'idées et lobby américain basé à Washington, dirigé par Kevin Roberts. Il exerce un rôle important dans la conception des politiques publiques.
Il a une influence majeure sous la présidence de Ronald Reagan entre 1980 et 1988 ainsi que sous la présidence de Donald Trump entre 2017 et 2021 et à partir de 2025. Proche des élus du Parti républicain, il est considéré comme « très conservateur ». Il est connu pour défendre des positions climatosceptiques et il est hostile à l'accord de Paris sur le climat.
Il est souvent considéré comme l’un des plus puissants laboratoires d'idées des États-Unis,.

## Histoire

### Les débuts
The Heritage Foundation est fondé en 1973 par le multimilliardaire Joseph Coors et ses proches Edwin Feulner et Paul Weyrich.
Joseph Coors a hérité la multinationale Coors Brewing Company de son père Adolph Coors II, qui l'a lui-même héritée de son père, Adolph Coors.
Profitant de la dynamique du militantisme économique né du mémorandum Powell, mécontents du « consensus libéral (en) » du président américain Richard Nixon, comme de la nature consensuelle et prudente des laboratoires d'idées existants, Weyrich et Feulner cherchent à créer une organisation qui fournirait en temps voulu aux décideurs politiques des argumentaires concis.
Grâce à 200 000 dollars apportés par Joseph Coors, la Analysis and Research Association est d'abord lancée en 1970, soutenue par les magnats de la presse Edward Noble et Richard Scaife.
L'organisation est finalement repensée et la subdivision dédiée à la politique devient la Heritage Foundation, le 16 février 1973. Paul Weyrich est son premier président. Plus tard, sous la présidence de Frank J. Walton, la structure adopte la méthode de la collecte de fonds par publipostage, avec pour conséquence une hausse de son revenu de un million par an en 1976.

### Sous l'administration Reagan
En janvier 1981, au début de la présidence de Ronald Reagan, la fondation publie Mandat pour le leadership (en), un rapport de plus de 2000 suggestions visant à réduire le poids du gouvernement fédéral et à le faire évoluer, sur le plan de la politique sociétale, vers une direction conservatrice. Il est bien reçu par la Maison-Blanche, et nombre de ses rédacteurs intègrent ensuite un poste au sein de l'administration en place. Environ 60 % des propositions ont été mises en œuvre ou initiées durant la première année de mandat de Ronald Reagan,.
Le laboratoire préconise également le développement d'un nouveau système de défense balistique pour les États-Unis. Reagan l'adopte en tant que priorité de défense en 1983, sous l'appellation « Initiative de défense stratégique ». Au milieu des années 1980, la Heritage Foundation s'affirme en tant qu'organisation clé au sein du mouvement conservateur national, en publiant des rapports influents en politiques intérieure et extérieure, de même que par le biais de figures en vue telles que Bob Dole et Pat Robertson. Le magazine Time désigne la fondation comme étant « la principale entité d'une nouvelle race de laboratoires d'idées ». La Heritage Foundation fait campagne dans les années 1980 contre l'UNESCO, accusée de soutenir les intérêts communistes en favorisant la paix plutôt que la course à l’armement.

### Sous l'administration George H. W. Bush
Alors que George H. W. Bush, vice-président de Ronald Reagan durant ses deux mandats, lui succède à la présidence du pays en 1988, la fondation maintient son influence dans les choix politiques de l'administration. Elle est un partisan majeur de l'opération Tempête du désert en Irak et, selon Frank Starr, correspondant à Washington du journal le Baltimore Sun, les études de l'organisation « ont grandement contribué à la réflexion » de la Maison-Blanche sur sa politique étrangère post-soviétique. En politique intérieure, à l'occasion de sa proposition de budget pour 1990, le gouvernement reprend six des dix réformes rédigées dans l'ouvrage Mandat pour le leadership III. Le laboratoire d'idées est également impliqué dans la « guerre culturelle » des années 1990, avec la publication de « l'Index des indicateurs culturels dominants » de William John Bennett. Le document soutient que le crime, les naissances hors-mariage, le divorce, le suicide des adolescents, la drogue et quatorze autres indicateurs sociaux se sont dégradés depuis les années 1960.

### Sous l'administration Clinton
La fondation continue sa croissance au cours des années 1990, et sa revue Policy Review, atteint un record de diffusion avec 23 000 exemplaires. L'Heritage Foundation s'oppose à la réforme Clinton du système de santé, mais valide sa réforme sociale, Personal Responsibility and Work Opportunity Act en 1996, dont les propositions rejoignent celles de la fondation. En 1995, la fondation publie son premier indice de liberté économique, publié par Brian T. Johnson et Thomas P. Sheehy. L'année suivante, le projet deviendra un projet conjoint avec le Wall Street Journal.
En 1994, Heritage commande à Newt Gingrich ainsi qu'à d'autres penseurs conservateurs de développer le projet « Contract with America » pour les élections du Congrès de 1994, projet qui a été crédité pour la victoire des républicains cette année-là.

### Sous la première administration Trump
Heritage soutient Donald Trump et a fourni de nombreux fonctionnaires à son administration,,.

### Sous l'administration Biden
La Heritage Foundation est très critique à l'égard des efforts déployés par le FBI pour lutter contre le terrorisme intérieur. En 2023, elle publie des suggestions sur la bonne façon de désarmer le FBI (« The Right Way to De-Weaponize the FBI »).
La fondation souhaite que les discussions internes des employés de la NASA à propos de Donald Trump soient publiées. L'objectif étant de remplacer, lorsque Donald Trump sera élu, les employés critiques par des employés loyaux.

#### Projet 2025
Le Projet 2025 est un ensemble de propositions politiques conservatrices de droite proposé par la Heritage Foundation, confié à Paul Dans en 2022, visant à transformer le gouvernement fédéral des États-Unis et à consolider le pouvoir exécutif si le candidat du Parti républicain remportait l'élection présidentielle de 2024. Il propose notamment de remplacer des dizaines de milliers de fonctionnaires fédéraux par des personnes nommées pour leurs positions conservatrices, de réformer en profondeur certaines agences fédérales et d'appliquer un programme xénophobe, protectionniste, conservateur et climatodénialiste. Il affirme que le président doit avoir un pouvoir absolu sur le pouvoir exécutif. Le projet est critiqué pour ses positions décrites comme autoritaires et nationalistes chrétiennes et pour les atteintes à l'État de droit et aux libertés fondamentales qu'il pourrait provoquer. Donald Trump prend ses distances avec l'initiative en juillet 2024.

#### Piratage
Le 10 juillet 2024, le collectif SiegedSec publie 2 To de données obtenues à la suite de l'infiltration du système d'information du laboratoire, notamment des mots de passe et des informations d'utilisateurs. Lors d'un dialogue avec le collectif, le directeur de la fondation fait part de son étonnement sur les raisons de l'attaque avant de menacer et d'insulter ses membres.

### Sous la seconde administration Trump

#### Action vis-à-vis de Wikipédia
En janvier 2025, le journal juif américain The Forward révèle que The Heritage Foundation développe un programme visant à collecter des informations sur des contributeurs de Wikipédia en anglais qui, selon le 'laboratoire d'idées', « abuseraient de leur position » pour diffuser des contenus considérés comme « antisémites », en particulier sur le conflit israélo-palestinien. The Heritage Foundation prévoit d'utiliser l'intelligence artificielle, la reconnaissance faciale, des données de connexion, et la « création de faux comptes utilisateurs » afin d'« identifier et cibler » des contributeurs, même protégés par le pseudonymat. The Forward précise qu'« Il n'est pas clair exactement quel type d'antisémitisme [le projet] est destiné à traiter ». Le projet est dirigé par l'ancien agent du FBI Tom Olohon.
L'initiative de The Heritage Foundation intervient dans un contexte de débats autour du traitement du conflit israélo-palestinien par l'encyclopédie, accusée d'être biaisé, notamment après la dépréciation de l'Anti-Defamation League, plus considérée comme une source fiable au sujet d'Israël ou du sionisme. Wikipédia est également prise pour cible par Elon Musk.

## Expansion internationale
Sous la présidence de Kevin Roberts, la Heritage Foundation étend son influence au-delà des États-Unis, particulièrement en Europe. Le think tank développe une stratégie de rapprochement avec les mouvements nationalistes et conservateurs européens, et s'inspire notamment du modèle hongrois de Viktor Orbán. En mai 2025, Roberts effectue une tournée en France où il rencontre plusieurs dirigeants d'extrême droite, dont Marion Maréchal, Éric Zemmour, Sarah Knafo et Éric Ciotti, dans une volonté de promouvoir un « héritage occidental civilisationnel commun ». La fondation organise régulièrement des rencontres avec des eurodéputés conservateurs et nationalistes, accueillant notamment des représentants tchèques, hongrois et polonais.

## Positions politiques défendues
The Heritage Foundation est proche des élus du Parti républicain, il est considéré comme « très conservateur ». L'organisation est connue pour défendre des positions climatodénialistes et est hostile à l'accord de Paris sur le climat,.

## Prix
Le prix Clare-Boothe-Luce est la plus haute distinction décernée par la Heritage Foundation. Il récompense des contributions remarquables pour le mouvement conservateur. Les principaux décorés sont Ronald Reagan, Margaret Thatcher et William F. Buckley, Jr.